# Constantin von Briesen
Pour les articles homonymes, voir Briesen.
Constantin Karl Alexander Wilhelm von Briesen (aussi : Konstantin von Briesen ; né le 15 juillet 1821 à Pritten (arrondissement de Dramburg) et mort le 9 août 1877 à Bad Homburg vor der Höhe) est un homme politique prussien et administrateur de l'arrondissement de Merzig-Wadern et de l'arrondissement du Haut-Taunus ainsi que député de la Chambre des représentants de Prusse

## Famille
Constantin von Briesen est issu de la première noblesse prussienne et poméranienne de Briesen. Son père est le propriétaire du manoir Ferdinand Alexander von Briesen (1785-1844), sa mère Charlotte Juliane née von Hermensdorf. Il se marie le 17 avril 1852 à Coblence avec Maria née comtesse Seyssel d'Aix (née le 30 octobre 1821 à Elberfeld et mort le 26 juillet 1900 à Düsseldorf), la fille de l'administrateur de l'arrondissement d'Elberfeld (de) Carl Theodor von Seyssel d'Aix (de) et de sa première épouse Ernestine von Crailsheim (de). Constantin von Briesen est à l'origine protestant, mais se convertit au catholicisme en 1847. Sa femme est protestante réformée. Ils ont quatre enfants.

## Formation
Constantin von Briesen suit d'abord des cours particuliers et fait partie du corps des cadets à Berlin et à Potsdam de 12 à 16 ans. Son dernier grade militaire est celui de Rittmeister de la Landwehr-Kavallerie. Il étudie ensuite au lycée de Cölln à Berlin. Après l'examen de fin d'études le 21 septembre 1839, il étudie le droit à l'Université de Bonn (inscrit le 2 novembre 1841), à Berlin et de Königsberg. Le 18 novembre 1842, il réussit l'examen d'auctorat et le 12 décembre, il devient ausculteur à la Cour d'appel de Berlin .
Le 4 octobre 1844, il devient stagiaire auprès du gouvernement de Potsdam et le 11 juin 1849, assesseur auprès du gouvernement de Trèves.

## Administrateur d'arrondissement
Constantin von Briesen est administrateur de l'arrondissement de Merzig-Wadern à Merzig de 1850 (à titre provisoire à partir du 25 mars 1850, puis de manière régulière à partir du 4 avril 1853) à 1866 et transfère son domicile au domaine de Wiesenhof La fondation de la caisse d'épargne de l'arrondissement de Merzig a également lieu pendant le mandat de von Briesen. Il reprend l'amélioration des prairies, qui a été interrompue par les troubles politiques de 1848, et fonde la caisse d'épargne en 1857 avec l'aide décisive d'Eugen von Boch.
Du 18 septembre 1854 à novembre 1855, von Briesen assure en outre l'administration de l'arrondissement voisin de Sarrebourg, sur la base d'un mandat.
Dans le cadre de l'annexion de Hesse-Hombourg par la Prusse, Constantin von Briesen est nommé à Bad Hombourg. Avant même l'entrée en vigueur du traité de paix du 3 septembre 1866, Constantin von Briesen a la direction du commissariat civil et est nommé premier administrateur par le ministère prussien de l'Intérieur lors de la création de l'arrondissement du Haut-Taunus le 22 février 1867. Le siège de la fonction et le logement de fonction sont tout d'abord le palais du landgrave, date à laquelle le bureau de l'arrondissement est construit au Dorotheenstraße 1. Sa candidature au Reichstag de la Confédération de l'Allemagne du Nord en 1867 dans la 1re circonscription du district de Wiesbaden (de) échoue clairement. Constantin von Briesen ne reçoit que 0,7 % des suffrages.
En 1868, Constantin von Briesen est révoqué de son poste (la raison invoquée est le souhait de von Briesen d'obtenir un salaire plus élevé et la tâche supplémentaire de directeur des bains) et remplacé par Wilhelm von König (de). Constantin von Briesen est mis à la retraite provisoire. À partir de 1867, Constantin von Briesen est député à la Chambre des représentants de Prusse lors de la 10e législature. En août 1869, il est nommé conseiller du gouvernement à Düsseldorf. De 1875 à 1876, von Briesen est cependant à nouveau nommé administrateur (dans l'arrondissement de Neuss). En 1876, von Briesen reprend le poste d'administrateur de l'arrondissement du Haut-Taunus. Mais son second mandat est également de courte durée. Le 9 août 1877, il se suicide pour des raisons privées. Selon son médecin, il souffrait de dépression. Il est enterré dans la tombe familiale à Merzig.
Sa fille Emie Frederike Carolin Louise (née le 24 décembre 1857 à manoir de Wiesenhof près de Merzig et morte en 1936 à Noordwijk aan Zee), appelée Emy, et sa mère sont restées à Düsseldorf. Là, Emy von Briesen devient l'élève privé du peintre Albert Baur de 1877 à 1882, suivi d'études de peinture animalière avec Emmanuel Frémiet à Paris. Elle travaille ensuite comme peintre et écrivain à Düsseldorf, où elle vit avec sa mère dans la Maison du jardinier de la cour sur la Jägerhofstraße.

## Honneurs
Il porte les titres de conseiller de gouvernement et de chambellan .

## Publications
- Urkundliche Geschichte des Kreises Merzig-Wadern im Regierungs-Bezirke Trier. Saarlouis 1863 (Volume 1) bzw. 1867 (Volume 2). Ein unveränderter Nachdruck der Ausgabe von 1863 erschien 1980 im Queißer Verlag, Dillingen/Saar (Google Books)